# 中国驻斐济大使馆
中华人民共和国驻斐济共和国大使馆（英語：Embassy of the People's Republic of China in the Republic of Fiji），简称中国驻斐济大使馆，是中华人民共和国政府驻斐济共和国的大使馆。

## 历史
1972年，中国同斐济开始建交谈判，但由于斐济在“两个中国”问题上态度暧昧，不肯承诺在同中国建交的同时关闭台湾在斐济的官方机构，谈判陷入拖延。1973年，随着中国与澳大利亚、新西兰相继建交，中国加紧了与斐济、西萨摩亚和巴布亚新几内亚的关系。1975年11月5日，中斐双方才达成协议，签署了建交公报，斐济承诺限期关闭台湾在斐济的“中华民国商务代表团”。1976年5月14日，中国驻斐济大使馆在斐济首都苏瓦正式成立并开始办公。1977年5月4日，中国首任驻斐济大使米国钧向斐济总督乔治·卡考鲍递交了国书。
中国驻斐济大使馆亦处理未建交国图瓦卢的相关事务。中华人民共和国和瑙鲁、基里巴斯断交期间，对瑙鲁、基里巴斯相关事务亦由驻斐济大使馆处理。

## 组织
中国驻斐济大使馆设置下列机构：
- 政治处，主要职能：双边政治关系
- 经商处，主要职能：双边经贸往来与合作
- 办公室，主要职能：行政及后勤服务；领侨保护、签证、领事认证

## 相关
- 中国—斐济关系
- 中国驻斐济大使列表